# John Nicholas Luff
John Nicholas Luff (New York, 16 novembre 1860 – 23 agosto 1938) è stato un filatelista statunitense; fu tra i primi ad applicare il metodo scientifico nello studio dei francobolli.
Nel 1940 la Società Filatelica Americana istituì il Luff Award in sua memoria.